# Aéroport International Egal d'Hargeisa
Pour les articles homonymes, voir HGA.
L'aéroport international Egal d'Hargeisa (code IATA : HGA • code OACI : HCMH) (somali : Madaarka Hargaysa ee masalaha en arabe : مطار هرجيسا الدولية) est l'aéroport d'Hargeisa, la capitale du Somaliland, et le principal aéroport de ce pays de facto souverain, qui n'est actuellement reconnu par aucun pays étranger et revendiquée par la Somalie,. L'aéroport a bénéficié d'importantes rénovations en 2012-2013. En 2012, l'aéroport traitait 85 800 passagers et 4 300 tonnes de fret sur un total de 6 120 débarquements. En 2022, il y avait un peu plus de 6200 débarquements. 

## Historique
L'aéroport a été ouvert en 1954 par la RAF britannique, un programme d'expansion a été lancé peu de temps après et en 1958, une voie de circulation, une aire de stationnement et un terminal avaient été construits.  L'aéroport a ensuite été modernisé dans les années 1980 par l' administration Siad Barre afin d'accueillir des avions plus gros et d'offrir plus de destinations de vol.
Lors des événements qui ont conduit à la guerre civile somalienne au début des années 1990, l'infrastructure de l'aéroport a été considérablement endommagée. Cependant, l'installation a été progressivement réhabilitée au cours des années suivantes.
L'aéroport a ensuite été rebaptisé Egal Airport, du nom du 2e président du Somaliland.
En 2012, les itinéraires de l'aéroport ont été temporairement suspendus car sa piste a subi d'importantes rénovations, financées par les autorités du Somaliland, le Fonds koweïtien et l'USAID. L'installation a ensuite été rouverte le 17 août 2013, avec des terminaux d'arrivée et de départ agrandis, ainsi que cinq nouvelles éoliennes . Une station de surveillance des données de vent installée aidera également à alimenter l'aéroport.

## Installations
En juin 2014, le gouvernement du Somaliland et l' Agence des États-Unis pour le développement international(USAID) a inauguré un nouveau projet d'énergie éolienne à l'aéroport. La nouvelle centrale éolienne est placée sous l'autorité du ministère de l'Énergie et des Ressources minérales du Somaliland, qui la gérera dans le cadre d'un partenariat public-privé et supervisera ses opérations quotidiennes. L'initiative fait partie du Partenariat pour la croissance économique, un programme bilatéral qui a investi plus de 14 millions de dollars dans les secteurs de l'énergie, de l'élevage et de l'agriculture du Somaliland ainsi que dans le développement du secteur privé. Le partenariat vise en particulier à mettre en place des technologies locales d'énergie renouvelable, la nouvelle centrale éolienne devant offrir une alternative plus rentable au carburant diesel. Il est également prévu de fournir de l'électricité à la fois à l'aéroport de Hargeisa et aux communautés environnantes.

## Situation
L'aéroport est le principal du Somaliland en termes de fréquentation, loin devant l'aéroport de Berbera, avec qui il représente la quasi-totalité du trafic aérien dans le pays.
| Berbera Burao Hargeisa Borama Erigavo Las Anod Kalabaydh Ismail Mire |

## Compagnies aériennes et destinations

### Destinations pour passagers
| Compagnies              | Destinations                                                                                        |
| ----------------------- | --------------------------------------------------------------------------------------------------- |
| African Express Airways | - Berbera, - Charjah, - Dubaï, - Le Caire, - Mogadiscio-Aden Adde (Petrella), - Nairobi-J. Kenyatta |
| Air Arabia              | Charjah                                                                                             |
| Daallo Airlines         | Djeddah - Roi-Abdelaziz, Djibouti-Ambouli, Dubaï, Mogadiscio-Aden Adde (Petrella)                   |
| Ethiopian Airlines      | Abbis-Abeba Bole                                                                                    |
| flydubai                | Dubaï                                                                                               |
| Jubba Airways           | Bosaso, Djeddah - Roi-Abdelaziz, Dubaï, Mogadiscio-Aden Adde (Petrella)                             |
| Kenya Airways           | Nairobi-J. Kenyatta                                                                                 |

Édité le 27/01/2023  Actualisé le 4/12/2023

### Destinations cargo
Les compagnies suivantes offrent du service cargo régulier vers l'aéroport:
| Compagnies        | Destinations                                              |
| ----------------- | --------------------------------------------------------- |
| Star Air (Maersk) | Mogadiscio-Aden Adde (Petrella), Bosaso, Djibouti-Ambouli |

## Statistiques
En 2012, l'aéroport avait reçu 85 800 passagers, soit 235 par jour. En 2022, 6266 mouvements d'avions ont été enregistrés.
Le graphique qui aurait dû être présenté ici ne peut pas être affiché car il utilise l'ancienne extension Graph, désactivée pour des questions de sécurité. Des indications pour créer un nouveau graphique avec la nouvelle extension Chart sont disponibles ici.

Voir la requête brute et les sources sur Wikidata.